# 山口みよ子
山口 みよ子（やまぐち みよこ、1955年12月6日 - ） は、神奈川県出身の日本の女優。希楽星所属。身長160cm、体重80kg。

## 出演

### テレビドラマ
NHK
- 八代将軍吉宗（1995年） - タネ 役
- さくら（2002年）
- 純情きらり（2006年）
- どんど晴れ（2007年）
- ハゲタカ（2007年）
- 瞳（2008年）
- 咲くやこの花（2010年） - おかよの母 役
- OH LUCY!（2017年） - 佳子
- 風の市兵衛（2018年） - お里 役
- 育休刑事 第5話（2023年） - 通販タレント 役

日本テレビ
- 野ブタ。をプロデュース（2005年）
- ハケンの品格（2007年）
- 喰いタン（2008年） - 総菜屋のおばちゃん
- 傍聴マニア09〜裁判長!ここは懲役4年でどうすか〜（2009年） - 裁判員6番・桜井 役
- 黄金の豚-会計検査庁 特別調査課-（2010年）
- 逃亡医F 第4話（2022年2月5日） - 一休食堂のおばさん 役
- 花咲舞が黙ってない 第3シリーズ 第5話（2024年5月11日） - 武藤 役[1]

TBS
- 催眠（2000年）
- ホームドラマ!（2003年） - 長峰翔子の叔母
- 新しい風（2004年）
- 月曜ミステリー劇場
  - 「弁護士迫まり子の遺言作成ファイル5」（2003年） - 小西智子 役
  - 「カードGメン・小早川茜7」（2004年） - 芦沢絵里 役
- 怪談新耳袋（2005年）
- 病院へ行こう!（2006年）
- 月曜ゴールデン「冠婚葬祭探偵」（2007年） - 沢渡家家政婦 役
- Around40〜注文の多いオンナたち〜（2008年）
- ゴッドハンド輝 第5話（2009年5月9日、TBS）
- 月曜名作劇場 「銭の捜査官 西カネ子2」（2019年） - 水野幸枝 役

フジテレビ
- 女優・杏子 - 徳永夫人 役
- HERO（2006年）
- SP（2007年） - 川越さん
- CHANGE（2008年）
- お台場探偵羞恥心 ヘキサゴン殺人事件（2008年）
- インディゴの夜（2010年） - 小百合さん
- やんごとなき一族（2022年） - 使用人・森高 役

テレビ朝日
- 家族〜妻の不在・夫の存在〜（2006年）
- 時効警察（2006年） - 大森妙子 役
- 土曜ワイド劇場
  - 「アナザーフェイス〜刑事総務課・大友鉄〜2」（2013年）

### 映画
- オー・ルーシー!（2018年） - 佳子

### バラエティー番組・再現VTR
- 踊る!さんま御殿!!（1997年 - ）
- ザ・ジャッジ! 〜得する法律ファイル（2001年 - 2004年）
- こたえてちょーだい!（2001年 - 2007年）
- 行列のできる法律相談所（2002年 - ）
- ザ・ジャッジEX（2004年 - 2005年）
- タモリのジャポニカロゴス（2005年 - 2008年）
- スパイスTV どーも☆キニナル!（2008年 - ）
- Goroプレゼンツ マイ・フェア・レディ（2009年） - ゲスト出演
- ゴッドタン 芸人マジ歌選手権 - 山口さん

### CM
- ネスレ日本「アイソカル」（2021年 - ）